# Xixiang, Gansu
Xixiang är en köping i nordvästra Kina. Den ligger i Jingning härad i Pingliang i provinsen Gansu, omkring 170 kilometer öster om provinshuvudstaden Lanzhou. Antalet invånare är 15 535. Befolkningen består av 7 908 kvinnor och 7 627 män. Barn under 15 år utgör 21,0 %, vuxna 15-64 år 68 %, och äldre över 65 år 10,0 %.